# Nunung Jayadi
Nunung Jayadi (ur. 5 czerwca 1978) – indonezyjski lekkoatleta, skoczek o tyczce.
Złoty medalista Igrzyska Południowo-Wschodniej Azji (1999), uczestnik mistrzostw Azji.
Złoty medalista mistrzostw kraju oraz indonezyjskich igrzysk narodowych.

## Rekordy życiowe
- Skok o tyczce – 5,13 (2002) rekord Indonezji